# Romanäs sanatorium

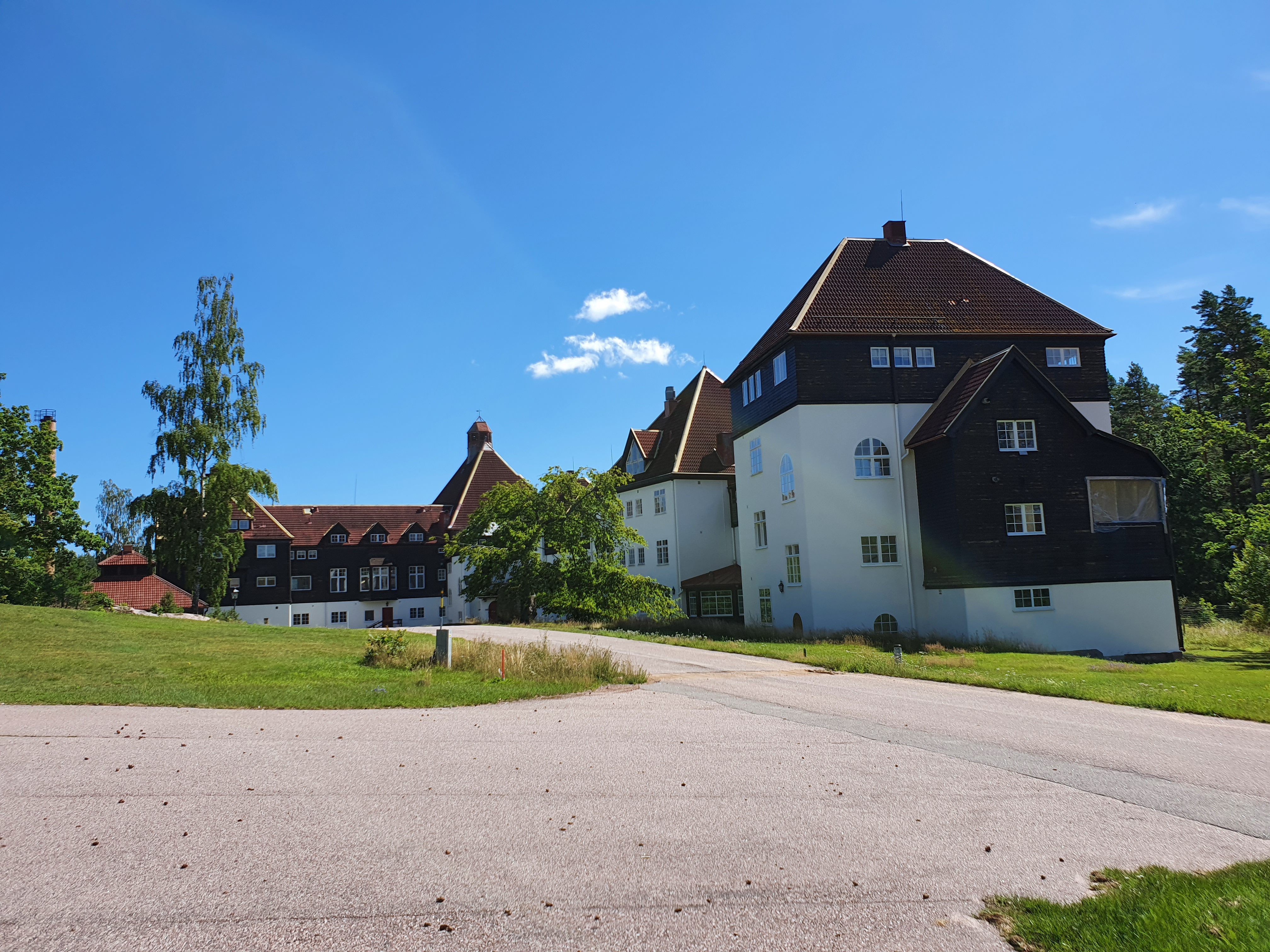
Sanatoriet, juli 2020

Romanäs sanatorium är beläget i Säby socken, cirka fem kilometer norr om Tranås vid sjön Sommens strand. Sanatoriet byggdes 1905–1907 för vård av välbärgade tuberkulospatienter efter ett initiativ av Julia von Bahr som 1904 bildat ett bolag för att driva verksamheten.
Arkitekten var Carl Westman och Romanäs anses vara ett av hans mest intressanta verk och han gjorde även en del av inredningen.
Bland patienterna under årens lopp märks Harriet Löwenhjelm, som avled här, och Olof Lagercrantz. När tuberkulosen minskade i Sverige gjordes Romanäs 1960 om till vårdinrättning för alkoholister. 1983 togs anläggningen över av Göteborgs kommun.

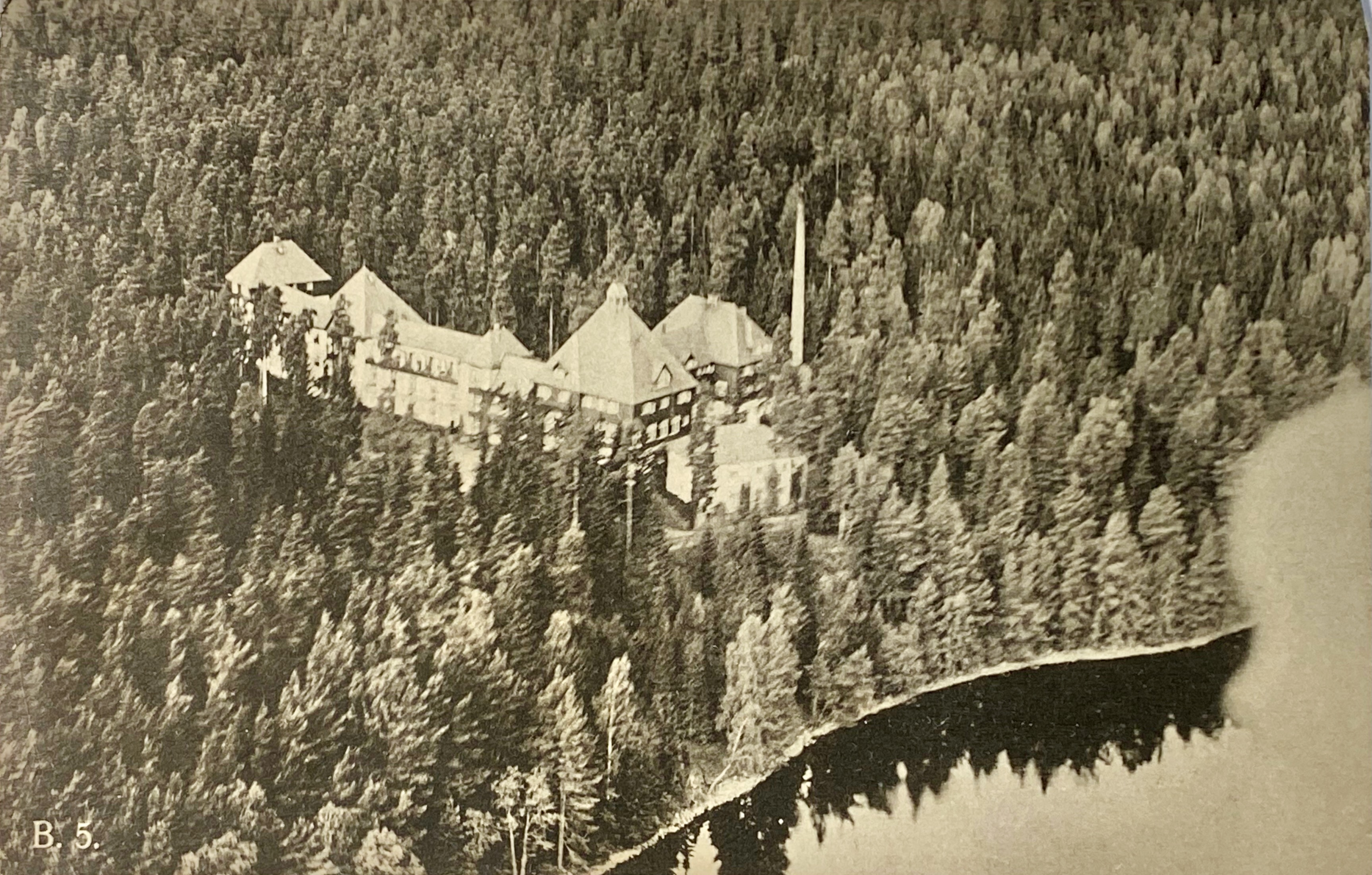
Romanäs sanatorium, vykort ca 1927

Byggnaden står intakt än idag.

Planritning bottenvåning
Planritning två trappor upp
Exteriör tidig 1900t